# Сюльоглу
Сюльоглу (тур. Süloğlu) — город и район в провинции Эдирне (Турция).

## История
Турки начали заселять эти места в XIV веке, когда регион был отвоёван у византийцев. В 1559 году хаджи Сюле Челеби построил здесь мечеть, а впоследствии был здесь похоронен; в его честь его сын назвал эти места Сюльоглу.
Во время русско-турецкой войны 1828—1829 годов эти земли стали зоной боевых действий и подверглись большим разрушениям, население бежало. После русско-турецкой войны 1877—1878 годов здесь были поселены беженцы из других мест. Затем регион пострадал во время Балканских войн, а после Первой мировой войны некоторое время находился под греческой оккупацией.